# Pachylister assamensis
Pachylister assamensis är en skalbaggsart som först beskrevs av Sylvain Auguste de Marseul 1857.  Pachylister assamensis ingår i släktet Pachylister och familjen stumpbaggar. Inga underarter finns listade i Catalogue of Life.